# 霧箱

霧箱実験。サッと現れる白い軌跡が、荷電粒子や放射線が通過した跡。

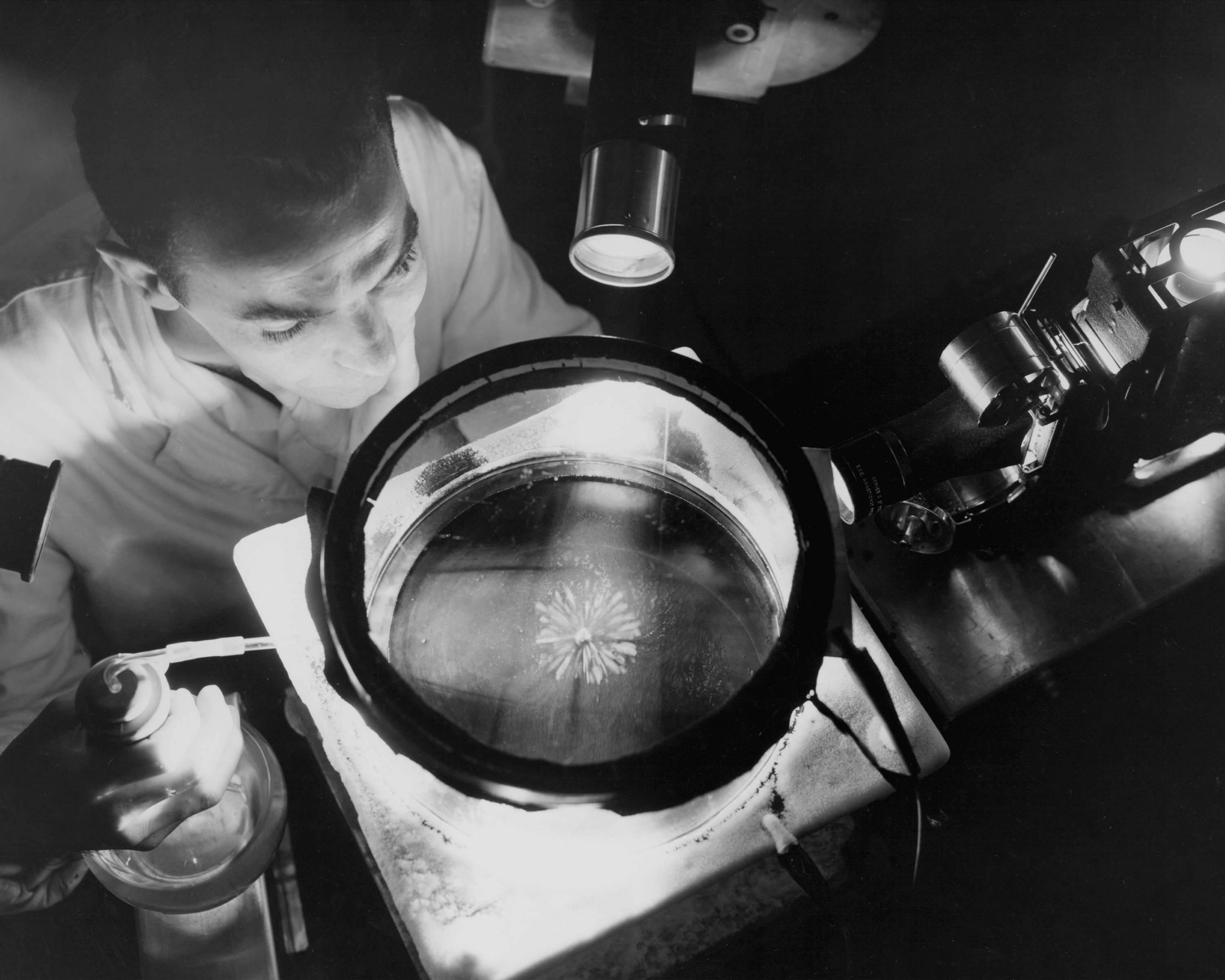
霧箱を覗き込む物理学者（1957年）。中心にポロニウムが置かれており、そこから放射される放射線（アルファ粒子）が、花びらのような形で可視化されている。

霧箱（きりばこ、英語: cloud chamber）は、蒸気の凝結作用を用いて荷電粒子の飛跡を検出するための装置。1897年にチャールズ・ウィルソンが発明した。
過冷却などを用いて霧を発生させた気体の中に荷電粒子や放射線を入射させると気体分子のイオン化が起こり、そのイオンを凝結核として飛跡が観測される。霧箱はウィルソンによって実用化の研究が行われたことから、ウィルソン霧箱とも呼ばれる。霧箱の原理はこれまでに、ジョゼフ・ジョン・トムソンの電子や放射線の研究やカール・デイヴィッド・アンダーソンの陽電子の検出など様々な粒子や放射線の観測や、コンプトン散乱、原子核衝突、宇宙線の研究など多岐にわたる用途で用いられてきた。ニュートリノの観測は霧箱では検出できず、泡箱を用いることにより初めて検出された。

## 原理
気体が含むことのできる最大の蒸気の量を飽和蒸気量と呼ぶ。飽和蒸気量は温度によって異なり、温度が高いほど気体が含むことのできる蒸気量は増す。逆に気体の温度が下がると飽和蒸気量は減少し、気体中に留まれなくなった蒸気は液滴となる。
ただし、液滴となるためには、中心に核が必要となる。通常は大気中の細かいちりやほこりが核の役割を果たす。しかし、ちりやほこりのない純粋な気体中では、核となるものが存在しないため、気体は飽和蒸気量より多くの蒸気を含むことができる。この状態を過飽和という。
霧箱は人工的に過飽和の状態を作り出すことができる。こうして作られた過飽和状態の気体中に、外部から荷電粒子や放射線が入り込むと、その放射線などが核のような役割を果たす。というのも、放射線は周りの空気をイオン化するからである。水は極性分子であるので、このイオン化された空気に引きつけられるのである。そのため、放射線の動きに沿って液滴が生成される。この様子を光を当てて撮影することで、放射線の動きが線となって見える。

## 種類
過飽和状態を作る方法の違いにより、大きく膨張霧箱と拡散霧箱に分類される。

### 膨張霧箱（ウィルソン霧箱）
膨張霧箱は、空気を膨張させることで過飽和状態を作り出す。ウィルソン霧箱と呼ばれるときは、この膨張霧箱のみを指すことが多い。
箱のピストンを引いて空気を膨張させると、箱の中の温度が下がる。そのため、空気中に含むことのできる蒸気量が少なくなり、箱の中が一時的に過飽和の状態となる。この時に放射線が入射すると飛跡が見える。
膨張霧箱の欠点は、膨張させた時のみでしか飛跡が観測できないことである。一度霧箱を膨張させると、ふたたび観測の準備が整うまでに5分から6分程度の時間を要するため、連続して観測を行うことはできない。また、膨張させたときに放射線が入射しなかった場合は、飛跡を観測することができない。これを防ぐため、霧箱にGM計数管を配置して、放射線を感知した時に自動で霧箱が膨張する仕組みがとられている霧箱も多い。

### 拡散霧箱
拡散霧箱は、霧箱中に温度勾配を作って過飽和状態を作り出す。
箱の上方に溝を作り液体を流し込むか、あるいは液体をしみ込ませた布などを設置しておく。液体は一般的に水やアルコールが使用される。一方、箱の下部はドライアイスや液体窒素で冷却させる。
この状態で箱の上方を温め、液体を蒸発させると、蒸気はやがて下へ向かう。そして冷やされて液体となるが、その間に過飽和状態となる区域が出現する。
拡散霧箱は膨張霧箱と異なり、常に放射線が観測できる利点がある。欠点としては、過飽和となる箇所が限られるため、霧箱中の一部でしか飛跡を見ることができないことが挙げられる。

## 観測

### 基本
霧箱中の飛跡の見え方は放射線の種類によって異なる。
アルファ線の正体であるヘリウム原子は他の放射線と比較して大きいため、太いはっきりとした飛跡を作りだす。また、アルファ粒子は霧箱中を通過する際に周りの電子を大量に弾き飛ばす。この運動でアルファ粒子はエネルギーがたちまち失われ、やがて停止する。そのため霧箱中で見える飛跡は数センチメートル程度である。
ベータ線（電子）の飛跡はアルファ線と比較して細い。また、気体分子にたびたび衝突するため、曲がりくねった飛跡となる。
ガンマ線は直接飛跡は観測できないが、ガンマ線が弾き飛ばしたベータ線の飛跡を見ることができる。また、ミューオンは細く長い直線状の飛跡を作る。

### 磁場をかけた時の飛跡

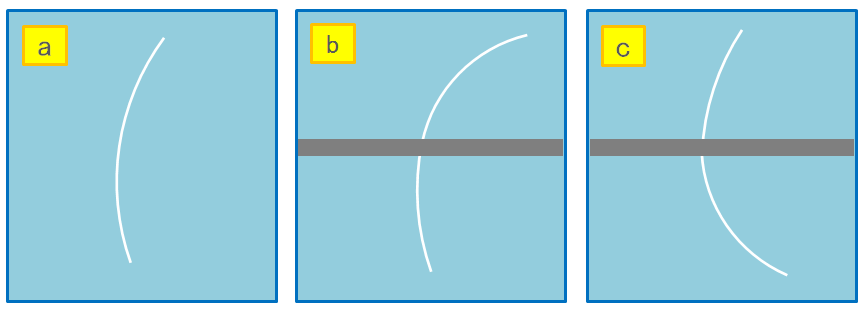
磁場中の霧箱の飛跡。磁場をかけることにより、電荷をもつ粒子は(a)のように曲がった飛跡を見せるが、この霧箱写真のみでは、粒子の進行方向が分からない。(b)、(c)のように鉛板（中央の灰色の箇所）を通過させると粒子が曲がりやすくなるため、判別が可能となる。(b)は鉛板の下側よりも上側のほうが曲がり方が大きいので、下から上へと粒子が移動したと判断できる。(c)は逆に、上から下へと粒子が進んでいる。

磁場のある状態の中を荷電粒子が通過すると、粒子はローレンツ力を受けて進む向きを曲げられる。この様子を霧箱で観測すると、粒子が進んだ道筋が曲線となって見える。この曲線の曲率半径をρ[m]、磁場をH[T]、粒子の運動量をp[MeV/c]とすると、
{\displaystyle p=300H\rho \,\!}
の関係がある。そのため、曲率半径を測定することで粒子の運動量が求められる。
また、曲がった向きによって粒子の電荷の正負が判別できる。ただし、通常の霧箱の写真では、放射線の進行方向が分からないため曲がった向きが判断できない。そこで、霧箱中に鉛の板を入れて観測する方法がとられることがある。粒子は鉛の板を通り抜けると運動量が減少する。上の式より、運動量が減少すると曲率半径が小さくなる、すなわち曲がりやすくなるため、鉛板の前後の飛跡の曲率を調べることで、放射線の進行方向が判別できる。

## 歴史

### ウィルソンによる発明
霧箱はもとは放射線を見るための装置として発明されたわけではない。チャールズ・ウィルソンは大学卒業後に気象学に興味を持ち、1894年にベン・ネヴィス山山頂にあった気象観測所で臨時スタッフとして数週間駐在。ウィルソンは雲や霧を実験室で再現するため密閉装置に水分を含む空気を入れて急激に減圧する実験を繰り返した。
1896年、ウィルソンは霧についての研究を行うため、空気中に核となりうるちりなどが無い条件で霧を作り出せる装置を製作した。これが霧箱の始まりである。ウィルソンはこの装置で観測を行ったところ、飽和水蒸気量の4倍以上の水分を含むと、ちりなどが無いにもかかわらず、霧箱中の水分が水滴となることを発見した。
ウィルソンはこの現象の原因を明らかにするため、霧箱にX線をあててみた。すると、X線をあてた場所の霧が濃くなることが分かった。X線が周囲の空気をイオン化することはすでにヴィルヘルム・レントゲンが発見し、J.J.トムソン、アーネスト・ラザフォードによって研究が進められていた。そのため、ウィルソンは、ほこりがない水蒸気中ではイオン化した空気が水分を引きつけると考えた。
ウィルソンのこの考えは、1898年、J.J.トムソンによって証明された。トムソンは霧箱に極板を設置し、そこに電圧を加えた状態でX線を当て、箱を膨張させた。すると、極板のない箇所では霧が発生したのに対し、極板のある箇所、つまり電場のある箇所では霧が発生しなかった。これにより、霧の核となる物質は電場中で移動する、つまり電荷を帯びていることが分かるため、この正体はイオンであることが確かめられたのである。トムソンはこの結論を利用して、霧の水滴の数からイオンの電荷を求めようとした。この研究は最終的にロバート・ミリカンによる電気素量の測定につながった。
一方、ウィルソンは1910年、霧箱を使用して、X線の他にアルファ線、ベータ線、ガンマ線の飛跡を観測し発表した。1912年には、さらに改良した霧箱を作成して放射線の飛跡を撮影した。

### ブラケットによる霧箱の改良（1920年代）

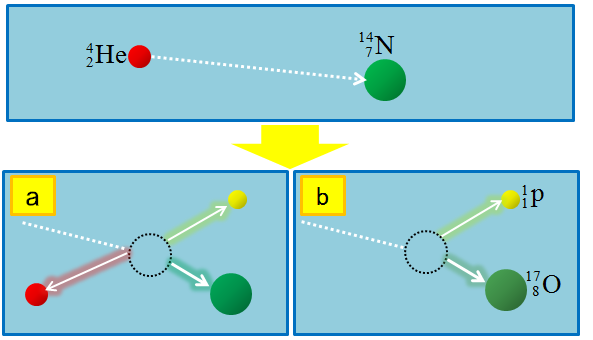
窒素原子にアルファ線（ヘリウム原子）を放射すると陽子(p)が放出される。ヘリウム原子がそのまま跳ね返るのであれば(a)のように3本の飛跡が見えるはずだが、実際は2本の飛跡しか見えなかった。そのため、ヘリウムは窒素と核反応して酸素原子になったことが分かる。

1920年から、ラザフォードの研究室において、自動で圧縮・膨張を繰り返す霧箱の開発が始まった。この研究ははじめ清水武雄によって行われ、それを引き継いだパトリック・ブラケットの手により1922年に完成された。この霧箱はピストンが自動的に上下し、15秒に1枚の間隔で写真を撮影することができた。
ブラケットはこの霧箱を使って、窒素原子にアルファ線がぶつかる様子を撮影した。撮影した写真は23,000枚にのぼった。そしてそのうちの8枚に、入射したアルファ線の他に、1本の細く長い線と、1本の短く太い線の飛跡が写っていた。細く長い線は陽子と推定されたため、この反応はアルファ粒子が窒素原子に衝突して、窒素原子中の陽子をはじき飛ばした様子をとらえたものだと判断できた。しかも、はじき返されたアルファ線の飛跡が見えなかったため、このアルファ粒子は窒素原子と結合したと推定できた。この現象は、ラザフォードが1917年に発表した理論と一致するものであった。
また、1927年、スコベルツィンは初めて霧箱を使用して宇宙線の観測を行った。この観測は霧箱に磁場をかけた状態で行われたが、撮影された宇宙線の飛跡はほぼ真っ直ぐであった。そのため、宇宙線は磁場に影響されないだけの高いエネルギーを持っていることが明らかになった。さらに1929年には、飛跡が霧箱中の1点からシャワーのように分散する現象を観測した。また、ウィルソンは霧箱の開発により、1927年のノーベル物理学賞を受賞した。

### 新粒子の発見と拡散型霧箱の発明（1930年代）

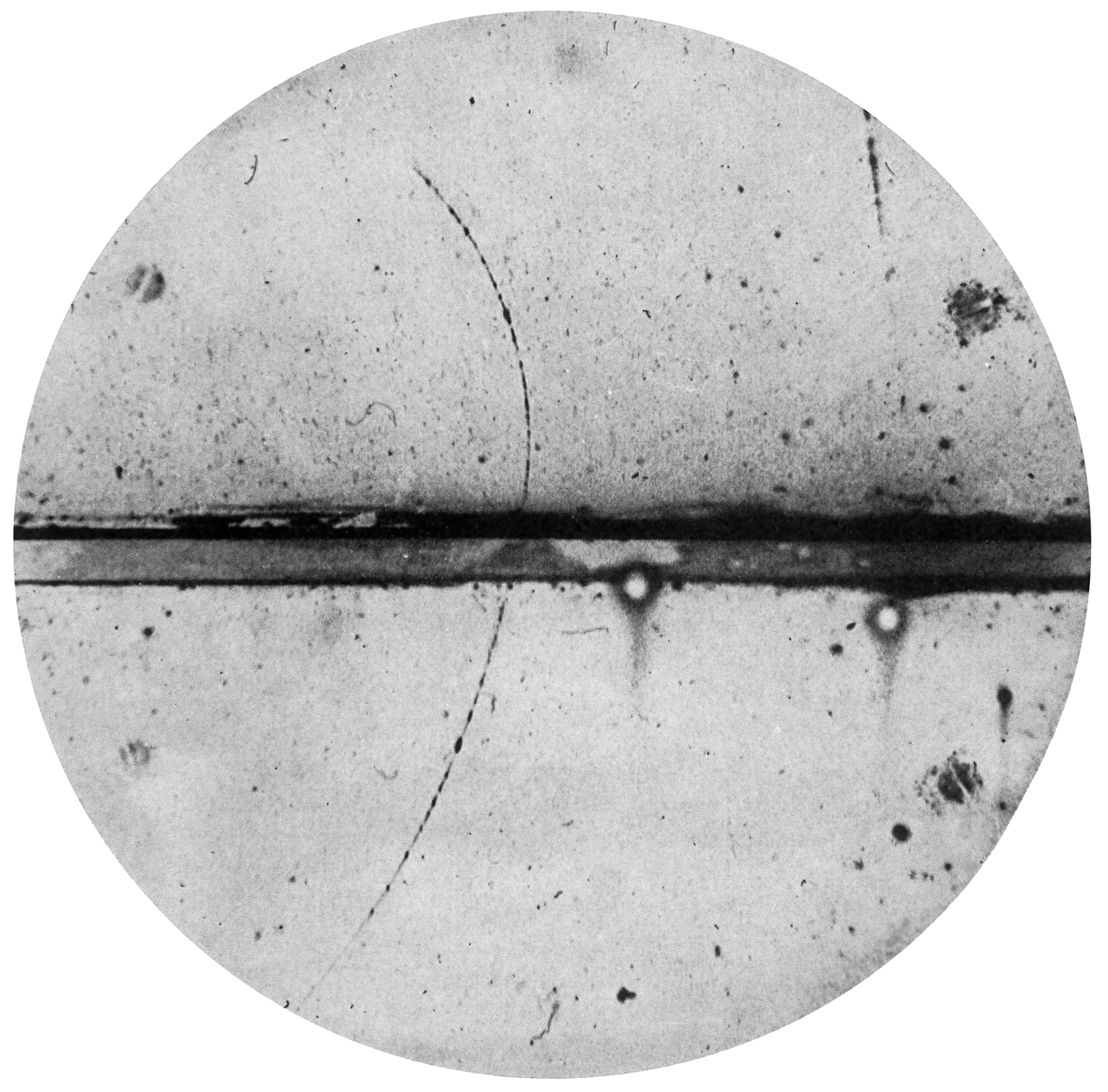
霧箱中で観測された陽電子の写真。中央の横長の物体は鉛板。この鉛板を貫通するように陽電子の細い飛跡が見える。曲率の違いにより、この粒子は写真の下から上方向へと進んだことが分かる。粒子の曲がり方が電子と逆なので、この粒子は正の電荷を持っていることが明らかになった。

1932年、カール・デイヴィッド・アンダーソンは、磁場中で霧箱の観測をしていると、電子と同じ質量で反対の向きに曲がる飛跡を発見した。これはポール・ディラックが予言していた陽電子を立証するものであった。この発見がきっかけでディラックは翌1933年にノーベル賞を受賞し、アンダーソンも1936年にノーベル賞を受賞した。
さらにアンダーソンは1935年、電子と陽子の中間の曲がり方をする飛跡を発見した。陽子の質量は電子の1800倍であるが、この粒子は電子の200倍の質量であった。この粒子は発見当初、湯川秀樹が予言した中間子であると考えられていたが、その後ミュー粒子（ミューオン）と判明した。
1930年代には霧箱自体にも大きな変化が見られた。1931年、ジュセッペ・オキャリーニは計数管を使用して霧箱を自動で膨張させる装置を開発し、ブラケットと共同で実験を行った。また、1939年、Ａ．ラングスドルフによって拡散霧箱が発明された。これらはその後の霧箱に大きな影響を与えた。

### 泡箱の発明と霧箱の衰退（1940年代以降）
1947年、ジョージ・ディクソン・ロチェスターとクリフォード・チャールズ・バトラーは、霧箱写真の中に、今まで見たことのないV型の飛跡を2例観測した。その後、アンダーソンやブルーノ・ロッシらも同様の飛跡を観測した。これらの飛跡については、1953年、西島和彦、中野董夫、マレー・ゲルマンにより、ストレンジネスと呼ばれる量子数を導入することで理論的に説明された（中野・西島・ゲルマンの法則）。
1952年、ドナルド・グレーザーにより、泡箱が発明された。霧箱が気体である蒸気を使用するのに対し、泡箱は液体水素などの液体を使用する。液体は気体のおよそ1000倍の密度があるため、より詳細な観測が行えるようになった。
この泡箱や、原子核乾板などの発達にともなって、霧箱の重要性は薄らぎ、1960年以降は研究目的での使用頻度は低下していった。現在は、科学館などの展示用や、教育用としての需要に限られている。

## 霧箱を展示する施設
- 原子力科学館（茨城県那珂郡東海村）
- 国立科学博物館（東京都台東区） - 地球館地下3階で常設展示。
- 大阪市立科学館（大阪府大阪市）
- 名古屋市科学館（愛知県名古屋市）
- でんきの科学館（愛知県名古屋市）
- つくばエキスポセンター（茨城県つくば市）
- 日本科学未来館（東京都江東区）
- 新潟県立自然科学館 （新潟県新潟市）
- 高松市立こども未来館（ミライエ） （香川県高松市）-4F科学展示室
- 千葉大学サイエンスプロムナード　(千葉県千葉市)

## 販売
- 1950年、アメリカ合衆国で子供向け玩具「ギルバートのU-238原子力研究室」として、ウイルソン霧箱が放射性物質などとセットで市販されたことがある[23]。